# 자립생활
자립 생활(自立生活, Independent living)은 장애인 당사자들의 권리를 찾기 위한 하나의 이념이자 장애와 사회를 보는 하나의 방법이며, 자기결정권과 자아존중감, 그리고 동등한 기회를 얻기 위한 장애인들의 전 세계적인 운동이다.
많은 국가에서 자립생활 운동의 지지자들은 장애에 대한 지배적인 관점이었던 의료적 관점이 장애인을 아프거나 결함이 있는 혹은 비정상적인 사람으로 묘사하기 때문에 전문가의 개입이 필요하고 가족 부양의 짐, 자선(도움)에 의존하는 사람으로 바라보는 부정적인 태도를 만들었다고 주장한다.

## 역사
미국에서는 자립생활운동이 1960년대 말 시민운동과 소비자 운동에 영향을 받아 1970년부터 장애인의 권리 운동으로 성장하기 시작하였다. 자립생활운동은 특수교육과 재활 전문가들의 통합, 정상화 그리고 재활 개념을 대신하여 장애인 당사자들의 의한 새로운 패러다임을 주창하였다. 초기의 자립생활 운동의 주창자들과 지지자들은 중증 장애인이었다. 그들은 대부분의 사람들이 전문가의 치료(통제)와 가족들의 온정적인 태도, 보호가 필요하다고 생각하는 이들이었다.
자립생활 이념은 장애인이 그들의 요구를 충족시켜줄 수 있는 최고의 전문자임을 주장한다. 그래서 문제 해결을 위한 가장 좋은 해결책을 고안하는 데 개별적이든, 집합적이든 자기 결정권이 존중되어야 한다고 말한다. 또한 그들은 문제 해결을 위해 그들의 정치적 힘을 조직해야 한다고 주장하며 비전문가주의, 탈시설화, 탈의료화를 요구한다.

## 철학
자립생활이념에서 장애인들은 본질적으로 시민이며 부차적으로 의료, 재활, 사회서비스의 소비자라고 본다. 자립생활운동은 민주주의 국가에서 장애인도 시민으로서 사회 참여의 동일한 권리와 동일한 범주의 선택권을 갖고 있으며 다른 시민들이 당연히 누리고 있는 매일의 삶과 자기 인생의 계획을 세울 때 자기 결정권과 통제권, 자유를 가져야 한다고 말한다. 자립생활 운동가들은 장애인들을 좌절시키는 제도적, 태도적인 장벽을 없애고 유니버설 디자인 원칙을 적용해야 한다고 요구한다.
자립생활이 충족되기 위해서는 보조공학기술, 소득보장, 활동보조서비스 등이 반드시 필요하며 이로 인하여 비로소 동등한 기회를 획득할 수 있다. 자립생활 운동은 서비스를 이용하는 장애인들이 그 서비스를 스스로 선택, 통제할 수 있어야 하며 지역에서 서비스 제공자들의 경쟁 속에서 자유롭게 서비스를 선택할 수 있어야 한다고 주장한다. 자립생활 운동가들은 이용자들의 삶의 질과 효용성을 높일 수 있는 급여나 직접 지불제도를 선호한다.
해가 지나면서 자립생활운동은 북아메리카에서 모든 대륙으로 퍼져 나갔다. 그리고 그 과정에서 그 나라의 문화와 경제적 상황에 따라 더 풍부해지고 적용되었다. 주목할만한 한 조사에서 이러한 자립생활 이념의 전파는 장애인들을 시설에서 지역사회로, 학교에서 일터와 자기사업으로의 이동(변화)을 이끌었고 지역 조직화와 권익옹호, 장애 문화, 여성 장애인들의 삶 등 다양한 분야에서 긍정적인 영향을 미치는 것으로 나타났다
"자립생활은 우리가 모든 것을 우리 스스로 하기를 원한다거나 누군가의 도움이 필요하지 않다는 것만을 의미하는 게 아니다. 자립생활은 우리의 비장애 형제와 자매, 이웃과 친구들이 당연히 누리고 있는 매일의 삶을 우리 스스로 선택하고 통제할 수 있는 동등한 기회를 얻게 되는 것을 말한다. 우리는 우리의 가족들과 함께 살기를 원하고 우리가 교육을 받고 우리의 적성에 따라 선택한 일을 하며 스스로의 가족을 부양하기를 원한다. 우리는 진정으로 평범하게 사람들이 공유하는 느낌을 느끼고 인식하고 또한 사랑하기를 원한다." Dr. Adolf Ratzka, 

## 자립 생활 센터
자립 생활 센터(Centers for Independent Living)는 1972년 최초의 장애인자립생활센터는 캘리포니아 버클리대학에 에드 로버츠라는 장애인 활동가에 의해 설립되었다. 이러한 센터들은 장애인 당사자들에 의해 운영되며 동료상담, 역할 모델 등을 제공하였다. 자립생활 이념에 따라 비슷한 상황에 있는 장애 동료들로 실시되는 상담은 장애인들의 삶에 책임이 있는 척하며 그들이 처한 상황을 분석하여 접근하는 비장애 전문가들보다 더욱 강력한 힘을 가졌다.
자립생활 운동에 따라, 중증의 발달장애인을 포함한 모든 이들은 동료지지를 통해 그들의 삶을 통제하고 결정하는 것을 배울 수 있다. 예를 들어 동료(상담) 지지는 가족들과 함께 살고 있는 사람이나 시설에서 자립을 준비하는 사람에게 자립생활 기술을 제공하는 데 쓰인다.
대부분의 센터에는 기본적인 서비스가 갖추어져 있지만 재정적인 원조나 다른 것에 의해 프로그램이 약간씩 변동된다. 지역의 공공 서비스에 의존하여 센터는 주택 추천이나 개조, 활동보조서비스, 또는 법적인 원조를 지원할 수 도 있다. 일반적으로 센터들은 지역과 정부에 대하여 장애 이슈에 대한 인식을 높이고 제도적 기반을 개선시키기 위해 운동하고, 나아가 동등한 기회를 얻고 차별을 금지하기 위하여 법률 입법 과정에 참여, 압력을 가한다. 캘리포니아 매사추세츠, 뉴욕, 펜실베니아, 일리노이와 같은 주에서 이러한 센터들의 활동이 이를 증명하고 있다.

## 같이 보기
- 접근성
- 장애인 인권
- 지적 장애
- 작업치료
- 장애의 사회적 모델
- 장애인 인권